# Ross Turnbull
Ross Turnbull (Bishop Auckland, 4 de janeiro de 1985) é um ex-futebolista profissional inglês que atuava como goleiro. Entre 2002 e 2015, disputou 148 jogos no campeonato por vários clubes, nomeadamente Middlesbrough, Chelsea, Crewe Alexandra e Doncaster Rovers. Foi internacional sub-19 pela Inglaterra.

## Início da vida
Turnbull frequentou a Byerley Park Primary School e a Woodham Community Technology College. Jogou como meio-campo no time da sua cidade natal, o Newton Aycliffe Youth Centre AFC, mas foi transformado em goleiro pelo treinador Arthur Vickerstaff. Fez testes com as equipes do Nordeste, Darlington e Sunderland, mas em vez disso entrou para as categorias de base de Middlesbrough.

## Carreira

### Middlesbrough
Depois de jogar em várias equipes de juniores, Turnbull assinou um contrato profissional com o Middlesbrough em 2002. Jogou pela Inglaterra no Copa do Mundo FIFA Sub-20 de 2003. Após vários períodos de empréstimo, a maioria dos quais limitados a apenas três meses, Turnbull foi emprestado ao Cardiff City por uma época completa em julho de 2007 para substituir Neil Alexander, que tinha deixado o clube. Depois de ter cometido vários erros, Turnbull foi substituído por Michael Oakes. Em consequência, foi chamado ao Middlesbrough em 5 de outubro de 2007 devido a uma lesão do goleiro suplente Brad Jones. Imediatamente após o seu regresso, disputou dois jogos, uma vez que o goleiro habitual, Mark Schwarzer, também se encontrava de baixa devido a uma fratura no polegar. Um desses jogos foi uma vitória por 2-1 sobre o Arsenal. Após mais de 11 anos no Middlesbrough, Mark Schwarzer deixou o clube e foi para o Fulham. O treinador Gareth Southgate não quis contratar um novo goleiro e deixou a vaga em aberto entre Jones e Turnbull. Jones jogou os primeiros jogos da temporada. No entanto, quando Jones se lesionou, Turnbull aproveitou a sua oportunidade e ficou entre os postes durante o resto da temporada. Em junho de 2009, Turnbull recebeu uma proposta de prolongamento do contrato, que recusou.

### Chelsea
Em 2 de julho de 2009, foi anunciado que Turnbull iria se juntar ao Chelsea sem custos, onde assinou um contrato de quatro anos. Turnbull anunciou, após a sua assinatura, que não tinha vindo para se sentar no banco e ser um substituto de Petr Cech e que iria lutar por um lugar regular. No entanto, Turnbull nem sequer foi chamado à equipe para o primeiro jogo da nova temporada, contra o Hull City, o que levou a rumores de que Turnbull tinha sido contratado como número três e não como número dois, como se pensava anteriormente. Na segunda rodada, no entanto, Turnbull voltou ao banco de suplentes.
Fez a sua estreia na equipa principal contra o Bolton Wanderers na Copa da Liga, entrando para o lugar do lesionado Henrique Hilário aos 23 minutos, jogo que o Chelsea venceu por 4-0. Fez a sua primeira partida na UEFA Champions League empate 2-2 contra APOEL. Fez a sua estreia na Premier League contra o West Ham United numa vitória por 4-1, uma vez que Petr Cech e Henrique Hilário, respectivamente, estavam ambos lesionados. Na terça-feira seguinte, ele começou para Chelsea contra Inter de Milão em Stamford Bridge, no qual ele sofreu um gol com a vitória da Inter por 1-0, mas de outra forma teve um desempenho decente. Ele fez outra aparição na Premier League contra Blackburn Rovers em um empate 1-1 em 21 de março de 2010.
Não fez parte do plantel que derrotou o Portsmouth na final da Copa da Inglaterra de 2010, mas recebeu uma medalha de vencedor e não disputou jogos suficientes nessa temporada para ganhar uma medalha da Premier League.
Turnbull fez a sua primeira aparição na temporada 2010–11, quando jogou na terceira rodada da Copa da Liga contra o Newcastle United, tendo o Chelsea perdido por 4-3. Em 23 de novembro de 2010, Turnbull fez outra aparição na fase de grupos da 5ª rodada da Liga dos Campeões contra o time eslovaco MŠK Žilina, quando o Chelsea venceu por 2 a 1 quando veio de um gol a menos para vencê-los. Durante a maior parte da temporada, Turnbull manteve-se como guarda-redes de segunda escolha, atrás de Cech.
Na temporada 2011–12, Turnbull começou a ter mais tempo de jogo. A sua primeira aparição na temporada 2011–12 foi na terceira rodada da Copa da Liga, contra o Fulham. O jogo terminou 0-0 após a prorrogação e o Chelsea venceu o Fulham por 4-3 nos penâltis para passar à fase seguinte. Durante o tempo regulamentar, Turnbull defendeu um pênalti cobrado por Pajtim Kasami, depois de Alex ter desperdiçado o pênalti (o que resultou num cartão vermelho para Alex). No desempate por pênaltis, Turnbull defendeu dois pênaltis de Mousa Dembélé e Bryan Ruiz. A sua participação seguinte na Copa da Liga foi no jogo de oitavas de final contra o Everton. Aos 58 minutos do segundo tempo, ele sofreu um pênalti e recebeu um cartão vermelho. Cech tomou seu lugar depois de entrar para Romelu Lukaku e salvou o pênalti de Leighton Baines. O Chelsea venceu o Everton por 2-1 e passou à fase seguinte. Seguiram-se as quartas de final, que seriam os seus últimos jogos na Copa da Liga, com o Chelsea perdendo por 2-0 contra o Liverpool. Durante o jogo, Turnbull defendeu um pênalti cobrado por Andy Carroll, mais uma vez defendido por Alex. Com a temporada 2011–12 da Premier League quase terminando, Turnbull jogou os dois últimos jogos da liga, contra o Liverpool (perdeu 4-1) e o Blackburn (ganhou 2-1), uma vez que Cech foi poupado antes da final da Liga dos Campeões, na qual Turnbull recebeu uma medalha como suplente não utilizado. O jogo contra o Liverpool foi o seu primeiro jogo no campeonato em dois anos. A sua má saída de bola levou diretamente a um golo de Jonjo Shelvey.
Turnbull foi dispensado pelo Chelsea a 30 de junho de 2013, terminando uma associação de quatro anos com o clube. Depois de ser dispensado pelo Chelsea, Turnbull esteve à experiência com a equipe holandesa RKC Waalwijk, depois de ter sido apresentado pelo RKC a 20 de julho de 2013, numa derrota num jogo de pré-temporada contra o Rot-Weiß Oberhausen, na Alemanha.

### Doncaster Rovers
Após o fim do seu contrato com o Chelsea FC, Turnbull juntou-se ao Doncaster Rovers, que tinha sido promovido à EFL Championship, para a temporada 2013–14.

## Títulos
Chelsea
- Copa da Inglaterra: 2009–10,[15] 2011–12
- Liga dos Campeões da UEFA: 2011–12
- Liga Europa da UEFA: 2012–13

### Prêmios individuais
- Jogador jovem do Middlesbrough do ano: 2007–08